# Keetmanshoop
Keetmanshoop er en by i den sydlige del af Namibia med et indbyggertal på cirka 17.000. Byen blev grundlagt af de tyske koloniherrer i 1866. 